# 东关真武庙
东关真武庙，位于山西省太原市晋源区晋源街道东关村东，在古城营村以东0.5公里，东城角村以西1公里。据称为晋阳古城东关所在。
东关真武庙供奉真武大帝，创建时间不详，清道光二十五年（1845年）重修。旧时香火很旺。1949年以后曾改为学校。
东关真武庙占地面积560平方米，正殿面宽三间，进深四椽，硬山顶。

## 保护
2011年12月31日，东关真武庙公布为第三批太原市文物保护单位。